# Pittodrie Stadium
Het Pittodrie Stadium is een voetbalstadion met plaats voor 22.199 toeschouwers in Aberdeen. Het is de thuisbasis van de voetbalclub Aberdeen FC.

## Interlands
Het Schots voetbalelftal speelde vijftien interlands in het Pittodrie Stadium.
| 1  | 3 februari 1900  | Schotland – Wales         | 5 – 2 | Home Championship |
| 2  | 12 februari 1921 | Schotland – Wales         | 2 – 1 | Home Championship |
| 3  | 21 november 1934 | Schotland – Wales         | 3 – 2 | Home Championship |
| 4  | 10 november 1937 | Schotland – Noord-Ierland | 1 – 1 | Home Championship |
| 5  | 10 november 1971 | Schotland – België        | 1 – 0 | EK-kwalificatie   |
| 6  | 16 mei 1990      | Schotland – Egypte        | 1 – 3 | Oefeninterland    |
| 7  | 2 juni 1993      | Schotland – Estland       | 3 – 1 | WK-kwalificatie   |
| 8  | 8 september 1993 | Schotland – Zwitserland   | 1 – 1 | WK-kwalificatie   |
| 9  | 7 september 1997 | Schotland – Wit-Rusland   | 4 – 1 | WK-kwalificatie   |
| 10 | 14 oktober 1998  | Schotland – Faeröer       | 2 – 1 | EK-kwalificatie   |
| 11 | 17 april 2002    | Schotland – Nigeria       | 1 – 2 | Oefeninterland    |
| 12 | 22 augustus 2007 | Schotland – Zuid-Afrika   | 1 – 0 | Oefeninterland    |
| 13 | 16 november 2010 | Schotland – Faeröer       | 3 – 0 | Oefeninterland    |
| 14 | 6 februari 2013  | Schotland – Estland       | 1 – 0 | Oefeninterland    |
| 15 | 9 november 2017  | Schotland – Nederland     | 0 – 1 | Oefeninterland    |

Celtic Park (Celtic FC) ·
Easter Road (Hibernian FC) ·
Fir Park (Motherwell FC) ·
Fountain of Youth Stadium (Hamilton Academical FC) ·
Ibrox Stadium (Rangers FC) ·
McDiarmid Park (St. Johnstone FC) ·
Pittodrie Stadium (Aberdeen FC) ·
Rugby Park (Kilmarnock FC) ·
Stark's Park (Raith Rovers FC) ·
Tannadice Park (Dundee United FC) ·
The Simple Digital Arena (St. Mirren FC) ·
Tony Macaroni Arena (Livingston FC) ·
Global Energy Stadium (Ross County FC)
Cappielow Park (Greenock Morton FC) ·
Caledonian Stadium (Inverness Caledonian Thistle FC) ·
Kilmac Stadium at Dens Park (Dundee FC) ·
East End Park (Dunfermline Athletic FC) ·
Gayfield Park (Arbroath FC) ·
Indodrill Stadium (Alloa Athletic FC) ·
Palmerston Park (Queen of the South FC) ·
Somerset Park (Ayr United FC) ·
Tynecastle Park (Heart of Midlothian FC)
Balmoor Stadium (Peterhead FC) ·
Balmoral Stadium (Cove Rangers FC) ·
Bayview Stadium (East Fife FC) ·
Falkirk Stadium (Falkirk FC) ·
Links Park (Montrose FC) ·
Penny Cars Stadium (Airdrie United FC) ·
Station Park (Forfar Athletic FC) ·
The C&G Systems Stadium (Dumbarton FC) ·
The Energy Check Stadium at Firhill (Partick Thistle FC)
Ainslie Park (Edinburgh City) ·
Borough Briggs (Elgin City FC) ·
Central Park (Cowdenbeath FC) ·
Forthbank Stadium (Stirling Albion FC) ·
Galabank (Annan Athletic FC) ·
Glebe Park (Brechin City FC) ·
Hampden Park (Queen's Park FC) ·
New Douglas Park (Clyde FC) ·
Ochilview Park (Stenhousemuir FC) ·
Stair Park (Stranraer FC) ·
The Reigart Stadium (Albion Rovers FC)